# 김혜영과 함께
《김혜영과 함께》는 대한민국의 방송국 한국방송공사의 라디오 채널 KBS 해피FM(전국, 수도권 기준 FM 106.1MHz, AM 603kHz)에서 매일 오후 2시부터 오후 4시까지 방송된 대중음악, 오락 전문 라디오 프로그램이다. 2023년 5월 7일 자로 3년만에 폐지되었다.

## DJ
- 방송인 김혜영 (여)

## 같이 보기
- 대중음악
- 오락